# Wootton Bridge
Wootton Bridge is een civil parish in de unitary authority Wight, in het Engelse graafschap Wight. De civil parish telt 3477 inwoners.
Wootton Bridge is gelegen aan de oever van de Wootton Creak.
Arreton · Bembridge · Brading · Brighstone · Calbourne · Chale · Cowes · East Cowes · Fishbourne · Freshwater · Gatcombe · Godshill · Gurnard · Havenstreet and Ashey · Lake · Nettlestone and Seaview · Newchurch · Newport · Niton and Whitwell · Northwood · Rookley · Ryde · Sandown · Shalfleet · Shanklin · Shorwell · St Helens · Totland · Ventnor · Whippingham · Wootton Bridge · Wroxall · Yarmouth